# Heinrich Hunke (Politiker)

Heinrich Hunke, vor 1938

Heinrich August Johann Hunke (* 8. Dezember 1902 in Heipke bei Krentrup; † 8. Januar 2000 in Hannover) war ein deutscher Wirtschaftsideologe, Propagandist und Parteipolitiker der NSDAP und des Bundes der Heimatvertriebenen und Entrechteten (BHE) sowie Raumplaner. Er war Mitglied des Reichstages, hoher Beamter im Reichsministerium für Volksaufklärung und Propaganda, Wehrwirtschaftsführer sowie NSDAP-Gauwirtschaftsberater.
Nach dem Zweiten Weltkrieg war er Mitglied des Niedersächsischen Landtages für den BHE und fungierte als hoher Beamter im Finanzministerium des Landes Niedersachsen, zuletzt als Ministerialdirigent.

## Leben und Wirken
Von 1909 bis 1917 besuchte Hunke die Volksschule und absolvierte anschließend bis 1923 ein Lehrerseminar in Detmold, welches er mit der Prüfung zum Volksschullehrer abschloss. Danach nahm er ein Studium an den Universitäten von Münster, Göttingen, Berlin und Halle in den Fächern Geographie, Volkswirtschaft, Mathematik und Physik auf. Parallel dazu wirkte er mit Unterbrechungen von April 1923 bis November 1926 als Lehrer in Lippe.
Schon 1923 trat er der NSDAP bei. Von 1924 bis 1925 wurde er Kreisleiter der Nationalsozialistischen Freiheitspartei in Lippe und Westfalen, die nach dem Verbot der NSDAP gegründet wurde. Im Jahre 1926 legte er sowohl eine Reifeprüfung für die Oberrealschule in Berlin-Lichterfelde als auch die zweite Prüfung zum Volksschullehrer ab. Im Oktober 1927 errang er die Promotion zum Dr. rer. nat. an der Universität Halle mit dem Thema Über akustische Intensitätsmessung.
Von November 1927 bis Oktober 1933 wirkte er als Referent und wissenschaftlicher Mitarbeiter beim Heereswaffenamt im Reichswehrministerium. Zum 1. Juni 1928 trat er aus Überzeugung der wiedergegründeten NSDAP bei (Mitgliedsnummer 91.273). Noch im gleichen Jahr begann seine politische Parteikarriere, wobei er als Gauwirtschaftsberater und Leiter der wirtschaftspolitischen Abteilung im Gau Berlin für die NSDAP tätig wurde. Diese Stellung hatte er bis 1945 inne.
Im Jahre 1929 legte er die Prüfung zum Referendar ab, wurde Studienreferendar und war gleichzeitig bis zum Jahre 1933 bei der NSDAP Organisationsleiter II sowie wirtschaftspolitischer Beauftragter der Reichsleitung der NSDAP für den Gau Groß-Berlin. Seine akademische Laufbahn setzte er 1930 mit der Prüfung zum Assessor fort und wurde Studienassessor. Im Jahre 1931 wurde er Herausgeber der neu gegründeten Zeitschrift Die Deutsche Volkswirtschaft. Zeitschrift für nationalsozialistische Wirtschaftsgestaltung, die er bis auf einige Unterbrechungen bis 1945 betreute. Vor allem Gauwirtschaftsberater sollten mit dieser Zeitschrift angesprochen werden.
Ab 1932 war er Sachbearbeiter in Fragen des Luftschutzes für die Fraktion der NSDAP im Reichstag. Weiterhin wurde er zum Leiter des Gaus Groß-Berlin im Kampfbund für den gewerblichen Mittelstand, der 1933 in die Nationalsozialistische Handwerks-, Handels- und Gewerbeorganisation (NS-Hago) überging. 1934 plädierte er in einem Zeitschriftenbeitrag für die Verstaatlichung der Großbanken.
Durch seine Parteiarbeit ergab sich eine nähere Bekanntschaft mit Joseph Goebbels, der ihn förderte und ihm ein Reichstagsmandat im Wahlkreis 3 von Potsdam II von Juli 1932 bis Ende Oktober 1933 für die NSDAP verschaffte. Ein weiteres NSDAP-Mandat im Reichstag im Nationalsozialismus nahm er von November 1933 bis Oktober 1944 wahr.
Zudem wurde Hunke 1933 Mitarbeiter im Wehrpolitischen Amt der NSDAP in Berlin. Von 1934 bis zum Ende des NS-Regimes gehörte er der Prüfungskommission zum Schutze des NS-Schrifttums an. Als Beauftragter von Adolf Hitler überwachte er als Hauptlektor im „Amt Schrifttumspflege“ die Grundlagen zur Erziehung im Nationalsozialismus von 1934 bis 1945.
Im Bereich der deutschen Wirtschaft war er von Ende Oktober 1933 bis Anfang Oktober 1935 hauptamtlicher Geschäftsführer und stellvertretender Präsident im Werberat der deutschen Wirtschaft. Seine akademische Laufbahn setzte er fort als Abteilungsleiter für Wirtschafts- und Sozialpolitik an der Deutschen Hochschule für Politik in Berlin ab Oktober 1933.
Anfang Januar 1935 wurde er an die Technische Hochschule Berlin als Honorarprofessor an die niemals fertiggestellte Wehrtechnische Fakultät für das Fach der Volkswirtschaft berufen. In das Beamtenverhältnis trat er im Oktober 1935 ein. Dies war die Voraussetzung zur Ernennung zum Ministerialrat im Reichsministerium für Volksaufklärung und Propaganda (RMVP).
Zusammen mit Bernhard Köhler gründete er im November 1936 die Wirtschaftswissenschaftliche Gesellschaft und bewirkte anschließend maßgeblich die Auflösung des Vereins für Socialpolitik.
Von Ende Januar 1939 bis 1945 war er Präsident des Werberats der Deutschen Wirtschaft und damit gleichzeitig Wehrwirtschaftsführer.
Anfang Januar 1941 wurde er Leiter der Abteilung VII für das Ausland im Reichsministerium für Volksaufklärung und Propaganda. Nach der Beförderung zum Ministerialdirektor im August 1941 leitete er von April 1942 bis Ende 1943 auch den Ausschuss für die Auslandswerbung im Rundfunk im RMVP.
Hunke war Mitglied im Führerring der Gesellschaft für europäische Wirtschaftsplanung und Großraumwirtschaft, welche die Strukturierung ganz Kontinentaleuropas unter deutscher Herrschaft, das Neue SS-Europa, plante und förderte.

### Wechsel zur Deutschen Bank
In der Kanzlei der NSDAP war Hunke Mitglied im Bankenausschuss von 1942 bis 1945. Von der Gauwirtschaftskammer wurde in einer Konferenz am 17. November 1942 die Forderung erhoben, Mitglieder der NSDAP in die Vorstandsetage der Deutschen Bank einzubinden.
Da nach Auffassung von Direktor Hans Oesterlink Hunke ein gemäßigter Nationalsozialist war, und Hunke sich in Fragen der Volkswirtschaft und der geschäftlichen Werbung auskannte, fiel die Wahl im Vorstand der Deutschen Bank auf ihn. Hunke hatte sich 1934 in einem Artikel für die Verstaatlichung der großen Banken und Versicherungen mit Sitz in Berlin ausgesprochen, was aber innerhalb der NSDAP zu Widersprüchen führte.
Vorher hatten Hermann Abs und Oswald Rösler Hunke auf einer gemeinsamen Fahrt im Dezember 1942 nach Wien angesprochen, aber er lehnte wegen seiner zahlreichen politischen Verpflichtungen ab. In der Mitte des Jahres 1943 gab es im RMVP Spannungen zwischen Hunke und Goebbels infolge der Aufgabenstellung, die bei Hunke zu Enttäuschungen führten. Durch Vermittlung über Reichsminister Walther Funk wurde ihm darauf ein Wechsel zur Deutschen Bank angeboten.
Am 16. September 1943 erfolgte seine Bestellung durch den Aufsichtsrat in den Vorstand der Deutschen Bank, womit später auch eine Beförderung zum Direktor erfolgte. Seine Tätigkeit nahm er erst am 1. April 1944 auf, da er vorher alle anderen Ämter abtreten musste. Da Hunke keine Erfahrungen in der Bankpraxis hatte, sei er eine „absolute Null“ in diesen Positionen geblieben, wie Abs in einem Verhör mit einem US-Offizier meinte.

### Kriegsende und Nachkriegszeit
Kurz vor der Eroberung Berlins erfuhr Goebbels von Hunkes Absicht, die Aussichtslosigkeit einer weiteren Verteidigung gegenüber der Wehrmachtführung und den politischen Führungskräften auszudrücken. Aus Furcht vor dem Zorn Goebbels darüber verließ Hunke früh am 23. April 1945 Berlin, allerdings mit einem behördlichen Auftrag. Drei Tage später erreichte er Hamburg. Am 19. Juli 1945 hielt er sich in der Nähe von Detmold auf, wurde aber am 20. Juli 1945 in Schötmar bei Lemgo von den Alliierten verhaftet.
Danach musste er drei Jahre in der US-amerikanischen Internierungshaft verbringen. Im Zuge der Entnazifizierung wurde er im März 1950 vom zuständigen Ausschuss in Detmold als „Mitläufer“ eingestuft. Im gleichen Jahr konnte er schon wieder an seine früheren Tätigkeiten anschließen, als er Mitglied im Vorstand des Zentralausschusses der Werbewirtschaft wurde. Bis 1953 nahm er eine Tätigkeit als Fabrikant für Gummifäden wahr. Danach konnte er wieder auf eine Position im Staatsdienst hoffen.
Politisch orientierte er sich im Bund der Heimatvertriebenen und Entrechteten (BHE) für Flüchtlinge und hielt regen Kontakt mit Nationalsozialisten. Er gehörte zum inneren Führungszirkel im Naumann-Kreis des ehemaligen Staatssekretärs Werner Naumann, der für eine Wiederherstellung der nationalsozialistischen Herrschaft wirkte. Er gehörte dem Landesvorstand des GB/BHE in Niedersachsen an und wurde bei der Landtagswahl 1955 in den Niedersächsischen Landtag gewählt. Gleichzeitig wurde er von Mai 1955 bis Dezember 1967 im Finanzministerium des Landes Niedersachsen als Beamter eingestellt. Dort wurde er Leiter der Abteilung für Vermögen und Finanzierungshilfen und zum Ministerialdirigenten befördert. Wegen dieser Tätigkeit legte er sein Landtagsmandat bereits am 14. September 1955 nieder. Für ihn rückte Carl-Alfred Schumacher nach.
Bei der 1946 gegründeten Akademie für Raumforschung und Landesplanung (ARL) in Hannover widmete er sich als Generalsekretär den Fragen der Raumentwicklung und Raumwirtschaft; die Akademie war staatlich finanziert. Präsident der ARL war Kurt Brüning, den Hunke schon aus der Vorkriegszeit von seinem Studium als Lehrer kannte. Mit Brüning hatte Hunke das Institut für Landesplanung und Raumforschung gegründet.
Später war er als Heimatforscher tätig. Die Informationen über seine Vergangenheit gerieten in Vergessenheit, z. B. gratulierte die Lippische Landes-Zeitung 1982 zum 80. Geburtstag mit den Worten „Ein um die deutsche Wirtschaft hoch verdienter Lipper“.
Hunke, einer der letzten noch lebenden ehemaligen Reichstagsabgeordneten, starb im Januar 2000 in Hannover.

## NS-Wirtschaftsideologie

### Wesen der NS-Wirtschaftspolitik
Nachdem Bernhard Köhler, der Leiter der Kommission für Wirtschaftspolitik der NSDAP, am 25. April 1939 verstorben war, wurde Hunke der herausragende Wirtschaftsideologe im NS-Regime. In seiner Schrift Grundzüge der deutschen Volks- und Wehrwirtschaft, die bis 1943 in sieben unveränderten Auflagen erschien, fasste er seine bis dahin erschienenen Artikel und Reden zusammen.
In acht Punkten beschrieb Hunke in dieser Schrift Das Wesen der nationalsozialistischen Wirtschaftspolitik.
1. die NS-Wirtschaft ist eine volksgebundene Wirtschaft
2. die NS-Wirtschaftspolitik
3. die Führung der NS-Wirtschaftspolitik. Darin gliedern sich die obersten Prinzipien der nationalsozialistischen Wirtschaftspolitik in zwei Grundsätze: die Durchsetzung des Rechts auf Arbeit anstelle einer sozialen Fürsorge, und Verwirklichung des Leistungswettbewerbs als Ausleseprozess des Lebens.
4. völkische Gesamtziele im Zusammenhang mit der NS-Wirtschaft
5. Charakter der NS-Wirtschaftspolitik nach Bernhard Köhler
6. die NS-Wirtschaftspolitik und das Verhältnis von Staat, Politik und Wirtschaft
7. Bestimmung des Wirtschaftsziels
8. Die Wissenschaft der Volkswirtschaftspolitik

Hunke übernahm in diesem Punkt die Aussagen von Max Weber, die dieser 1895 in seiner Antrittsrede Über den Nationalstaat und Volkswirtschaftspolitik äußerte und die zu heftigen Protesten führten:
Die Wissenschaft von der Volkswirtschaftspolitik ist eine politische Wissenschaft. Sie ist eine Dienerin der Politik, nicht der Tagespolitik der jeweils herrschenden Machthaber und Klassen, sondern der dauernden machtpolitischen Interessen der Nation.
Die vermeintliche Übereinstimmung dieser These von Max Weber mit der Auffassung der Nationalsozialisten unterschob Hunke der NS-Konzeption von der Wirtschaftspolitik der Führung der NSDAP als eigentliche Machthaber im NS-Regime. Dabei bezog sich Weber eindeutig auf die Nation als Bezugsbasis der Volkswirtschaftspolitik, nicht aber auf eine herrschende Staatspartei.

### Die Wehrhaftmachung der deutschen Wirtschaft
Hunke sah die von ihm genannte Friedenswirtschaft als mangelhafte Vorbereitung auf die tatsächlichen Erfordernisse des Ersten Weltkriegs.
Zur Begründung der Wehrwirtschaft bezog sich Hunke direkt auf die Rolle der Wehrmacht und äußerte folgende Formel:
Die Rüstung ist jedenfalls die beste, die organisch aus der Wirtschaft hervorwächst, und die Kriegswirtschaft ist die schlechteste, die nicht immanent bereits in der Friedenswirtschaft lebt.
Dieser Standpunkt führte zu einer öffentlichen Auseinandersetzung mit der Wehrmacht, da ja die Angriffspläne zum Kriegseintritt im Jahre 1939 längst vorlagen und die Aufrüstung der Wehrmacht ständig fortgeführt wurde. Im Vorwort zur vierten Auflage schrieb Hunke: Die Wehrwirtschaft erscheint immer mehr in Gestalt der Wehrmachtwirtschaft.

#### Auseinandersetzung um den Begriff Wehrwirtschaft
Im Jahre 1939 veröffentlichte Hunke den Artikel Wirtschaft, Volkswirtschaft, Wehrwirtschaft mit dem Untertitel Eine Auseinandersetzung um den Begriff der Wehrwirtschaft. Dieser Artikel erschien in dem Buch Gegenwartsfragen der Wirtschaftswissenschaft. Er ging dabei auf seine Kritiker vonseiten der Wehrmacht ein, die davon ausgingen, dass unter Wehrwirtschaft die Kriegswirtschaft zu verstehen sei.
Nach einer Einleitung zu den Grundzügen der Wirtschaft und Volkswirtschaft beschrieb Hunke die Wehrwirtschaft in drei Punkten:
1. Die Wehrhaftmachung der Wirtschaft bedeutet die ihre Wiedereinordnung in das völkische Leben.
2. Wehrhaftmachung der Wirtschaft bedeutet die Erringung der Autonomie der Volkswirtschaft oder die Verlagerung des Schwerpunktes der völkischen Wirtschaft in den eigenen Raum.
3. Wehrhaftmachung der Wirtschaft bedeutet dann schließlich Vorbereitung für den Fall kriegerischer Auseinandersetzung.

Obwohl sich Hunke gegen eine militärische Dominanz in der wirtschaftlichen Führung aussprach, war er keineswegs gegen eine als notwendig erachtete Rüstungspolitik eingestellt: im Jahre 1940 wandte er sich gegen eine Reduzierung der Rüstungsproduktion nach dem Westfeldzug.

#### Die sogenannte Judenfrage
Im Unterkapitel Die politisch geführte Wirtschaft kommt Hunke bei einer Betrachtung für den liberalen Menschen auch auf die Judenfrage (Nazi-Jargon) zu sprechen und behauptete, die jüdische Frage und das Warenhausproblem gehörten im gegenwärtigen Augenblick der Vergangenheit an, indem sie jeder praktisch für sich gelöst habe.

### Volk und Raum in Europa
Im Dezember 1940 veröffentlichte Hunke einen Artikel in der Zeitschrift für Geopolitik mit dem Titel Volk und Raum in der wirtschaftspolitischen Neuordnung Europas. Dabei verwendete er als Ausgangspunkt der Betrachtungen die Gegenüberstellung der deutschen und englischen Wirtschaftsauffassung aus seiner Sicht.
Während die englische auf der Theorie des Marktes aufbaue, beruhe die deutsche Auffassung auf dem Konzept des Lebensraumes in folgenden vier Punkten:
1. Eine geschlossene Siedlung in Europa als einen ausreichenden Raum zum Leben und Wachsen
2. Das eigene Leben soll in politischer und wirtschaftlicher Unabhängigkeit gestaltet werden. Dazu sei die Rückverlagerung der Schwerpunkte der deutschen Wirtschaft in den staatlichen Raum notwendig.
3. Es müsse sichergestellt werden die Anerkennung der Entwicklung einer festlandeuropäischen Wirtschaftsgemeinschaft. Diese solle die eigenen Wirtschaftskräfte als auch die gegenseitige Wirtschaftsleistung befreundeter Nachbarstaaten nutzen. Im Ernstfall solle auch auf die zugänglicher Nachbarstaaten zugegriffen werden.
4. Es solle ein Ergänzungsraum auf kolonialer Basis für die deutsche Volkswirtschaft geschaffen werden; das sei in der Welt üblich und möglich.

#### Der Lebensraum und seine Rechtfertigung
Hunke geht dann auf den Begriff des Lebensraumes als ein wirtschaftliches Verhältnis zu anderen Völkern ein. Diese deutsche Forderung bedeute aber auch den Lebensraum anderer Völker. Das Kernstück dieses Gedankens sei die Bildung einer neuen europäischen Ordnung, wobei auch der Lebensraum anderer Völker garantiert sei.
Die Initiative zur Neuordnung Europas gehe von Deutschland und Italien aus, weil:
- der Reichsgedanke wieder zum Ordnungsgedanken Europas geworden sei;
- das Deutsche Reich das neue Fundament der Wirtschaft geschaffen habe;
- Mit dem Aufbau eines neuen Fundaments der Wirtschaft werde das Reich auch als der größte Produzent und Konsument die neuen wirtschaftspolitischen Spielregeln garantieren.

#### Die europäische Wirtschaftsgemeinschaft
Schon Ende 1940 argumentierte hier Hunke mit der Ansicht, die Völker Europas wären infolge der deutschen Wirtschaftsbelebung zu einer großen Arbeitsgemeinschaft zusammengeschlossen. Auf dieser Grundlage leitete er eine Projektion der Folgen dieser Wirtschaftsgemeinschaft ab:
1. Anstelle des Marktes werde die Ausschöpfung der Produktivkräfte der Völker treten. Weiterhin werde die Freiheit der Arbeit die Freiheit der Wirtschaft ersetzen, weil man nicht nur Güter im Rahmen der Weltmarktpreise produzieren wolle, sondern auch welche, die die Kräfte des Volkes und des Raumes gestatten. Gleichzeitig sprach er sich gegen eine Zollunion aus, weil das nur ein Mittel von Volkswirtschaften auf gleichem Niveau sei.
2. Als Zielsetzung gab Hunke den Aufbau einer Lebensraumgemeinschaft an, wobei nicht an die Zerstörung der Monokulturen gedacht sei. Die wirtschaftliche Selbstwerdung Europas werde sich aus dem Schwerpunkt der deutschen staatlichen Wirtschaft ergeben. Allerdings sollten die kleinen Nationen in Europa beachten, dass sie auf ihre Nachbarn angewiesen wären. Der Unterschied zu den bisherigen liberalen Spielregeln werde darin bestehen, dass diese Länder der europäischen Wirtschaftsgemeinschaft einen sicheren und guten Abnehmer der Güter hätten. Das könnten sie aus eigener Kraft nicht erreichen.
3. Im Gegensatz zur englischen Wirtschaftsauffassung werde das Ziel der deutschen Wirtschaftspolitik darin bestehen, den Osten und Südosten Europas mehr zu beachten, wie das schon in den sieben vergangenen Jahren geschehen sei. Dabei sollten nicht nur besonders rentabel erscheinende Vorhaben verwirklicht werden.
4. Als krönendes Ziel der europäischen Wirtschaftsgemeinschaft postulierte Hunke die Vollbeschäftigung, wie es Deutschland schon verwirklicht habe. Die Erschließung ausschlaggebender Teile des Kontinents würden Kräfte in einem Maße beschäftigen, von denen sich nur wenige heute eine richtige Vorstellung machen.
Als Abschluss des Artikels gab Hunke noch eine Prophezeiung ab: Für den alten Kontinent beginne eine neue Epoche. Volk und Raum seien keine Requisiten mehr, sondern sie bildeten das staatliche Leben und seien Träger der Entwicklung.

### Das Weltbild des neuen Europa
Siehe auch: Nationalsozialistische Europapläne
Im Oktober 1942 erschien in der Zeitschrift Die deutsche Volkswirtschaft eine Beilage mit dem Titel „Konstituierung der europäischen Wirtschaftsgemeinschaft“. Hunke schrieb das Unterkapitel „Das Weltbild des neuen Europa“. Anfangs spricht Hunke nicht nur von einem neuen Bewusstsein der europäischen Völker. Die bisher für den Kontinent bestehenden politischen Hemmnisse und wirtschaftlichen Schranken würden fallen. In acht Punkten beschrieb Hunke Über das neue Weltbild.
1. Das neue Europa werde kein Geschenk sein, sondern aus der Kraft der Achsenmächte und der zusammengefassten europäischen Kräfte erwachsen. Dabei werde Deutschlands Führungsanspruch mit den europäischen Interessen zusammenfallen. England werde aber eine Einmischungspolitik betreiben, die europafremden Interessen dient.
2. Hunke wendete sich gegen die britische Wirtschaftslehre mit ihren Inhalten Marktfreiheit, Kapitalverflechtung und internationale Freizügigkeit. Aufgrund der Erfahrungen des deutschen Wirtschaftswunders würden drei neue Fundamente des Lebens entgegengesetzt: Lebensraum, die Organisation der Arbeit und die Freiheit der nationalen Arbeit.
3. Anstelle des Marktbegriffs werde die These des Lebensraums gerückt. Zur Bedeutung von Volk und Raum betonte Hunke die sittlichen und rechtlichen Bindungen, die sozialen Notwendigkeiten und die Sicherheit der Zukunft. Dabei sollten für die europäischen Völker dasselbe Recht wie für uns Deutsche gelten: Europa wird eine Lebensraumgesellschaft sein.
4. Das Vorrecht des Kapitals werde durch die Organisation der menschlichen Arbeit abgelöst werden. Ausgehend vom Individuum werde mit dem Recht auf Arbeit eine neue Welt der Wirtschaft entstehen. Die Vollbeschäftigung sei dann eine Dauererscheinung der europäischen Volkswirtschaften. Auf dieser Grundlage könnten die Volkswirtschaften erstmals all ihre Kräfte in einen wirklichen Leistungswettbewerb mit anderen Nationen einbringen, um den Aufbau ihres nationalen Wohlstandes zu beginnen.
5. An die Stelle der unbegrenzten Freizügigkeit werde die Freiheit der nationalen Arbeit treten. Diese Veränderungen seien gleichbedeutend mit der Dauer der wirtschaftlichen Beziehungen und der jederzeitigen Zugänglichkeit zu den lebensnotwendigen Gütern.
6. Die nationalsozialistische Wirtschaftsführung werde zu einer restlosen Ausrichtung des Unternehmers auf die Belange der Gesamtheit führen. Dies werde erreicht durch die Aufgabe der Wirtschaftserziehung, einer Bildung einer neuen Wirtschaftsgesinnung und der Züchtung wirtschaftspolitischer Führernaturen. Hunke nennt hier eine hypothetische Alternative, dass die Zukunft zeigen werde, in welcher Wirtschaft die größere Freiheit vorhanden ist. Allerdings sei für die NS-Wirtschaft die Wahl schon getroffen worden.
7. Hunke ging von einem Sieg des NS-Regimes im Krieg um Europa aus. In diesem Fall werde auch nach dem Kriege der Handelsaustausch mit anderen Ländern auf der Basis ohne Krisen erhöht werden. Als Beispiel seiner These führte er Südosteuropa an, wo 1933 eine wirtschaftliche Krise geherrscht habe. Deutschland habe den gesamten Südosten durch seine Konsumkraft aus der Krise befreit. Im Gegensatz zu England, das von 1820 bis zur Gegenwart nur Anleihen an diese Länder vergeben habe, habe Deutschland diese Länder durch anständige Preise für Importwaren den Staaten aus ihrer Finanzverschuldung herausgeholfen. Die Folge sei eine Wohlstandsbildung in diesen Ländern gewesen. Diese Entwicklung werde andererseits dem Absatz deutscher Produkte zugute gekommen. So werde in Zukunft die konstruktive Wirtschaftspolitik der europäischen Zusammenarbeit aussehen. Damit werde auch die soziale Frage in Europa gelöst. Die Möglichkeit des Aufstiegs der einzelnen Arbeiter sei durch das Recht auf Arbeit und die Vollbeschäftigung gegeben. Auch der europäische Bauer werde durch die Sicherheit des Absatzes zu einer Intensivierung seiner Arbeit veranlasst werden, wodurch sowohl eine erhöhte Produktion als auch ein erhöhtes Einkommen entstünde.
8. Aus den neuen Aufgaben im osteuropäischen Raum ergäben sich für alle europäischen Volkswirtschaften ungeahnte Möglichkeiten des Kräfteeinsatzes. Daraus werde sich eine allgemeine Vertrauensbasis bilden als Grundlage jeder zwischenstaatlichen Zusammenarbeit. Es werde sich ein Kontinentalgefühl einstellen, was eine unerläßliche Voraussetzung der europäischen Zukunft sei. Deshalb werde sich als richtig erweisen, was der italienische Ökonom Carlo Scarfoglio (1887–1964) in diesem Zusammenhang erklärt habe:

Alles, was eine Nation des Kontinents schädigt oder sie unterdrückt, schädigt und unterdrückt den ganzen Kontinent; alles, was einer Nation des Kontinents Vorteil bringt ohne Nachteile für andere, ist vorteilhaft für den gesamten Kontinent; wer eine Festlandnation gegen andere aufbringt, ist ein Feind des gesamten Kontinents und muß ohne Zögern außer Gefecht gesetzt werden.

### Zehn Postulate zur deutschen und europäischen Wirtschaftspolitik
Im September des Jahres 1943 veröffentlichte Hunke den Artikel „Die Kernfragen des wirtschaftspolitischen Kampfes der Gegenwart“ als Sonderdruck in der Zeitschrift Die deutsche Volkswirtschaft, in dem er die deutsche Volkswirtschaft beispielgebend für den Großraum Europa anpries. Ausgangspunkt des Textes war eine Rede von Hunke am 16. September 1943 vor der Gesellschaft der Berliner Freunde und dem Wirtschaftsrat der Deutschen Akademie im Hotel Kaiserhof in Berlin.
In zehn Postulaten legte er die Grundkonzeption dafür vor:
1. Ausgehend vom Prinzip der politisch geführten Wirtschaft, die eine gelenkte Wirtschaft, aber keine Planwirtschaft sei, werde die Wirtschaft nicht mehr als das eigengesetzliche Gebilde neben den anderen Lebensmächten wie der Kultur, Staat, Recht stehen, sondern als eine Funktion des Volkes wirken. Der nationalsozialistische Grundsatz werde lauten: Führen, nicht verwalten.
2. Aus der Verwirklichung der Vollbeschäftigung werde die politische Forderung der restlosen Durchsetzung des Rechtes auf Arbeit abgeleitet werden. Dabei müssten die wehrwirtschaftlichen Notwendigkeiten beachtet werden. Eine Beurteilung werde sich aus den Notwendigkeiten des Tages ergeben, würden aber zu keinen wirtschaftspolitischen Prinzipien erhoben werden.
3. Es sei nicht die Aufgabe des Staates, die Wirtschaft grundsätzlich zu betreiben, sondern der Unternehmer. Die Kunst der Wirtschaftsführung werde darin bestehen, geeignete Persönlichkeiten für die Unternehmen zu züchten und einzusetzen. Diese sollten sich mit der notwendigen Freiheit betätigen können und einen Leistungswettbewerb setzen.
4. Das Privateigentum sei garantiert und unantastbar als Grundlage der Wirtschaft vorausgesetzt. Daraus werde sich die sittliche und wirtschaftliche Rechtfertigung des Privateigentums ergeben.
5. Das deutsche Beispiel der Volkswirtschaft werde den anerkannten deutschen Ordnungs- und Führungsanspruch in Europa bilden. Dieser deutsche Anspruch sei nicht als Versuch einer Ausbeutung noch als ein Herrschaftsanspruch zu verstehen, sondern diene vielmehr der Ausschaltung raumfremder Mächte und der Wiederherstellung nachbarlicher Zusammenarbeit.
6. Die europäischen Nationen sollten trotz des deutschen Führungsanspruchs das Recht erhalten, ihre Wirtschaft nach ihren autonomen Grundsätzen zu betreiben. Allerdings ergäben sich in der Lebensraumgemeinschaft in Europa Einschränkungen, die durch politische und militärische Notwendigkeiten auf ein Minimum begrenzt blieben: Sie verlangt jederzeitigen Zugang zu den lebensnotwendigen Gütern und Ausschöpfung der Produktivkräfte Europas zur gemeinsamen Verteidigung.
7. Die neue europäische Wirtschaftsgemeinschaft würde auf der Anerkennung des Prinzips der Gegenseitigkeit und dem Grundsatz der Dauer in den zwischenstaatlichen Wirtschaftsbeziehungen beruhen. Die deutsche Führung werde dabei keineswegs auf der Ausplünderung Europas bestehen, wie die Vorstellung der Öffentlichkeit in Europa von den zwischenstaatlichen Beziehungen in der Gegenwart vorherrsche. Das sei falsch. Deutschland plündere Europa nicht aus, sondern ermögliche während des Krieges das Funktionieren der anderen europäischen Volkswirtschaften. Die Clearingpassivität läge darin begründet, dass Deutschland für ganz Europa den Kampf gegen raumfremde Mächte führen werde.
8. Die europäischen Produktivkräfte profitierten von der Übernahme deutschen Erfahrungen und Leistungen neue Entwicklungsmöglichkeiten. Von deutscher Seite würden landwirtschaftliche Maschinen geliefert, industrielle Güter investiert, Kredite gewährt, auskömmliche Preise bezahlt, und zudem werde Ausbildung durch deutsche Fachleute und gegenseitiger Erfahrungsaustausch betrieben.
9. Nach dem Kriege ständen die Erfordernisse der europäischen Wirtschaftsgemeinschaft im Zentrum der deutschen Handelspolitik. Somit werde es keine Rückkehr zum Prinzip der liberalen Handelspolitik geben. Dabei sollten allerdings die Handelsbeziehungen zu Ländern außerhalb Europas nicht eingeschränkt werden. Dies werde sich aus der europäischen Vollbeschäftigung und des durch sie hervorgerufenen Mehrverbrauchs ergeben. Die lebensnotwendigen Güter würden allerdings in erster Linie aus dem Bereich der europäischen Volkswirtschaften entnommen werden.
10. Das Ziel der deutschen Wirtschaftspolitik und der europäischen Wirtschaftsgemeinschaft werde in der Sicherung und Erhöhung des Lebensstandards bestehen. Dies solle durch eigene Kraft und gemeinsame Arbeit erreicht werden.

In der Publikation Der neue Tag bezeichnete Hunke einen Tag nach dem Vortrag diese zehn Punkte als Thesen. Im Dezember 1943 wurde der gleiche Artikel in den Deutsch-Griechischen Wirtschaftsnachrichten, S. 21f, veröffentlicht. Die Aussage von Hunke über die Ausplünderung Europas durch Deutschland wurde allerdings nicht mehr gedruckt. Im gleichen Jahr veröffentlichte er den Buchtitel Zehn Thesen zur Weltdiskussion. Hintergrund des Vorwurfs der Ausplünderung der besetzten Gebiete durch die Wehrmacht war die Londoner Deklaration vom 5. Januar 1943 Interallied Declaration against acts of dispossession committed in territories under enemy occupation, die von alliierten und neutralen Staaten beschlossen wurde.
In einer Zusammenstellung vom 19. Oktober 1943 für das Planungsamt, die den Titel Ideen zur europäischen Wirtschaftsplanung trug, wurden diese zehn Punkte von Hunke als bedeutend eingeschätzt für die allgemeine Propagierung einer europäischen Wirtschaftsgesinnung.

## NS-Propaganda und NS-Politik
Nach eigener Angabe begann Hunke mit der Propaganda für den Nationalsozialismus schon im Jahre 1924. Von 1933 bis 1936 soll er allein mehr als 250 Reden über die NS-Wirtschaftspolitik vor Organisationsgruppen der NSDAP, der Hitlerjugend, der Wehrmacht, der Deutschen Arbeitsfront (DAF), des Reichsnährstandes, der Verwaltungsakademien, der Hochschulen und der Wirtschaft gehalten haben. Weiterhin hat er in ungezählten Aufsätzen, so Hunke, seine Vorstellungen niedergeschrieben, die in verschiedenen Zeitschriften, aber vor allem in der von ihm herausgegebenen Zeitschrift Die Deutsche Volkswirtschaft erschienen.
Wegen seiner Tätigkeit im Reichswehrministerium von 1917 bis 1933 konnte er Kontakte und Bekanntschaften zu Mitarbeitern des Ministeriums erschließen, so dass er später Verbindungen zwischen der Wehrmacht und verschiedenen Organisationen der NSDAP knüpfen konnte. In seiner Tätigkeit ab 1933 als Vizepräsident und dann ab 1939 als Präsident des Werberats der deutschen Wirtschaft hatte er die Aufgabe, die Interessen der NS-Wirtschaft im Ausland propagandistisch zu vertreten. Zu diesem Zweck hielt er auch Vorträge im Ausland. So trat er in Zürich am 23. September 1941 und in Paris am 26. April 1944 auf.
Im Juli 1940 kam es in der NS-Führung zu einer Auseinandersetzung über den Umfang der weiteren Rüstung. Göring forderte von Walther Funk eine erhöhte Stilllegung von Produktionsstätten für zivile Produkte, um Kapazitäten für die Rüstung zu gewinnen. Am 4. Juni 1940 hatte Hunke dazu eine Denkschrift verfasst, in der er sich heftig gegen die Fortsetzung der Stilllegung aussprach und damit Funk unterstützte.
Im September 1941 kamen in der NS-Führung Zweifel auf, dass der Krieg gegen die Sowjetunion innerhalb weniger Wochen beendet werden könne. Goebbels stützte sich dabei auf Angaben von Stellen der Rüstungswirtschaft. Doch Hitler bestand in einer Stellungnahme vom 24. September 1941 darauf, dass mit dem Unternehmen Taifun und dem damit verbundenen Vorstoß auf Moskau der Feldzug beendet sei. Hunke lieferte für diese Annahme eine Denkschrift. Darin vertrat er den Standpunkt, dass mit der Eroberung der europäischen Teile Russlands der sowjetischen Rüstungsindustrie die Basis entzogen worden sei.
Im RMVP setzte er als Leiter der Auslandsabteilung diese Tätigkeiten fort. Als Anerkennung für seine Arbeiten auf dem Gebiet der Propagierung der NS-Wirtschaftspolitik wurde ihm im Oktober 1941 die Leibniz-Medaille in Gold verliehen. Wurden seine niedergeschriebenen Ansichten auch teilweise als mäßigend eingeschätzt, so äußerte er sich in Bezug auf die Führung der weißen Rasse im Sinne der NS-Rassenideologie zustimmend:
Es mag andere Rassen geben, die ebenfalls einen großen Anteil des Handels in ihrer Hand haben, die Entwicklung der modernen Wirtschaft aber ist aufs engste an die Eroberung der Welt durch die weiße Rasse gebunden (in: Wirtschaft, Volkswirtschaft, Wehrwirtschaft).
Im Jahr 1941 wurde unter der maßgeblichen Vermittlung von Hunke zwischen dem Auswärtigen Amt (AA) und dem RMVP eine Vereinbarung über ein Arbeitsabkommen abgeschlossen, welches die NS-Propaganda im Ausland betraf. Hier konnte er sein gesammeltes Wissen und seine Geschicklichkeit in diplomatischer Weise anwenden. Ein großer Erfolg gelang ihm im Juli 1943, als unter seiner maßgeblichen Führung eine Richtlinie zur Auslandspropaganda zwischen dem AA, dem RMVP, dem Reichswirtschaftsministerium, dem Werberat der deutschen Wirtschaft und dem Oberkommando der Wehrmacht (OKW) abgestimmt wurde.
Ein herausragender Punkt dieser Vereinbarung stammte von Hunke. Er wollte den Amerika-Nimbus, den Irrglauben an die unbegrenzten Möglichkeiten der USA zur Produktion von Rüstungsgütern erschüttern, indem die Zahlen der deutschen Rüstungsproduktion dem entgegenstellt wurden. Das sollte in der Auslandspropaganda offensiv aufgegriffen werden. Die Propagandakommission der IG-Farben befasste sich am 21. Juli 1943 mit dieser Vorlage.

## Raub jüdischen Eigentums
Schon im Jahre 1934 nahm Hunke in der Position des Gauwirtschaftsberaters von Berlin Aktivitäten auf, jüdische Bürger aus Funktionen und Eigentumsverhältnissen zu verdrängen. Am 10. März 1934 schrieb er an Emil Georg von Stauss, dass der Direktor Richard Landsberger aus dem Vorstand der Maschinenfabrik Orenstein & Koppel (O&K) abberufen werden und durch einen Vertreter der NSDAP ersetzt werden sollte. Danach drängte Hunke den Eigentümer Alfred Orenstein aus dem Unternehmen, der daraufhin ins Ausland ging.
Doch auch danach setzte Hunke seine Maßnahmen gegen das Unternehmen O&K fort, da mit Friedrich Carl von Oppenheim im Aufsichtsrat noch ein Mitglied einer jüdischen Bankiersfamilie wirkte. Hunke bestand auf dem Ausscheiden von Oppenheim, da sonst das Unternehmen keine Staatsaufträge mehr erhalten hätte. Erst als Oppenheim im Februar 1936 den Aufsichtsrat verließ, erhielt das Unternehmen den Titel Deutsches Unternehmen.
Hunke beteiligte sich auch direkt an der Arisierung (Nazi-Jargon) eines Unternehmens. Nach dem Entzug der Eigentumsrechte der jüdischen Eigentümer des Betriebes Erste Berliner Dampf-Rosshaarspinnerei (EBRO) lieh sich Hunke im Jahre 1938 von dem Mitglied im Vorstand der Reichs-Kredit-Gesellschaft AG Otto Gerlitz den Betrag von 100.000 Reichsmark, um den Betrieb zu erwerben. Hunke zeigte sich dankbar für den Kredit und so konnte Gerlitz Mitglied im Vorstand vom Verein Berliner Kaufleute und Industrieller (VBKI), Vizepräsident der Berliner Gauwirtschaftskammer und Präsident der Börse in Berlin werden.
Im Jahre 1938 wurden dem Unternehmer Eugen Garbaty die Eigentumsrechte über seine Zigarettenfabrik Garbaty in Berlin-Pankow entzogen. Hunke schaltete sich entsprechend seiner bisherigen Tätigkeiten ein und lehnte den Vorschlag von Philipp Fürchtegott Reemtsma ab, die Firma aufzulösen. Hunke überließ es der Regie Reemtsmas, einen neuen Eigentümer zu finden. Danach zeigt sich Hunke gegenüber Reemtsma sehr entgegenkommend, wie er diesem in einem Brief vom 13. Oktober 1938 mitteilte:
Über die sachliche Behandlung der Entjudung der Firma Garbaty habe ich mich ebenso gefreut wie Sie. Sobald Fragen dieser Art wieder an mich herantreten, würde ich mich gern an Sie wenden.

## Ämter und Funktionen bis 1945
- seit 1928 Gauwirtschaftsberater der Gauleitung Berlin der NSDAP
- seit 1932 NSDAP-Reichstagsabgeordneter
- 1933: Leiter einer Gruppe für Wehrwirtschaft der Gesellschaft für Wehrpolitik und Wehrwissenschaften in Berlin
- 1933: Mitarbeit im wehrpolitischen Amt der NSDAP in der Dienststelle Berlin
- 1935: Preußischer Provinzialrat für die Reichshauptstadt Berlin
- Vorsitz im Ausschuss für „Landflucht von Gewerbebetrieben“ bei der Akademie für Landesforschung und Reichsplanung
- 1937: Ratsherr in Berlin
- 1938: Präsident des Vereins Berliner Kaufleute und Industrieller e. V.
- ab 1939: Präsident des Werberats der deutschen Wirtschaft
- ab Anfang 1941 Ministerialdirektor / Leitung der Abteilung Ausland des Reichspropagandaministeriums; zugleich Hauptlektor der parteiamtlichen „Prüfungskommission zum Schutze des NS-Schrifttums“
- ab 1944 Vorstandsmitglied bei der Deutschen Bank

## Mitgliedschaft bis 1945
- 1933: Reichsausschuss für Fremdenverkehr
- 1933: Fachbeirat in der Gesellschaft für Wehrpolitik und Wehrwissenschaften in Berlin
- 1934: Beirat der Deutschen Reichspost
- Nationalsozialistischer Deutscher Dozentenbund (NSDD)
- 1935: Reichsverkehrsrat
- 1937: Beirat der Städtischen Gaswerke in Berlin
- Aufsichtsrat und Beirat der Deutschen Gasgesellschaft AG (GASAG) Berlin
- Beirat der Berliner Verkehrsgesellschaft (BVG)
- Reichswirtschaftskammer
- Präsidium der Deutschen Wirtschaftswissenschaftlichen Gesellschaft
- Führerring der Gesellschaft für europäische Wirtschaftsplanung und Großraumwirtschaft
- seit September 1942: Präsidium der Südosteuropa-Gesellschaft (SOEG)

## Mitwirkung in der Akademie für Raumforschung und Landesplanung (ARL)
- Generalsekretär (1949–1954)[9]
- Vizepräsident (1960–1965 und 1971–1974)
- Ordentliches Mitglied (ab 1953)
- Mitglied des Wissenschaftlichen Rates (1954–1959 und 1975–1978)
- Leiter des Forschungsausschusses Regionale Wirtschaftsfragen
- Leiter des Forschungsausschusses Raum und Finanzen
- Leiter des Forschungsausschusses Grundsatzfragen der Raumforschung und Landesentwicklung
- Mitglied des Forschungsausschusses Raum und Verkehr
- Leiter des Arbeitskreises Räumliche Wirkungen öffentlicher Ausgaben
- stellv. Leiter des Arbeitskreises Probleme öffentlicher Finanzen in Ballungsgebieten
- Mitglied des Arbeitskreises Verkehrstarife als raumordnungspolitisches Mittel
- Mitglied der Landesarbeitsgemeinschaft Norddeutsche Bundesländer
- Leiter der Sektion II: Sektorale und integrierende Aspekte und Instrumente (1975–1979)
- Mitglied der Sektion I: Planungsprozesse und Forschungsmethoden
- Teilnehmer der Wissenschaftlichen Plenarsitzung 1963
- Leiter des Redaktionsausschusses von „Grundriß der Raumordnung“

## Schriften (Auswahl)
Bücher:
- Landschaft und Siedlung im Lippischen Lande, Niedersächsische Verlagsbuchhandlung Karl Bäkmann, Bad Pyrmont 1931.
- Lippe und seine Stellung in der Reichsreform – Eine wirtschafts- und verkehrsgeographische Untersuchung, Niedersächsische Verlagsbuchhandlung Karl Bäkmann, Bad Pyrmont 1932.
- Buch und Buchhändler im neuen Staat. Mit einem Geleitwort von Heinz Wismann, Haude & Spener, Berlin 1934.
- Grundzüge der Deutschen Volks- und Wehrwirtschaft. Haude & Spenersche Buchhandlung Max Paschke, Berlin 1937. 1938 überarbeitete 3. Auflage, 6. Auflage 1942.
- Die neue Wirtschaftswerbung. Eine Grundlegung der deutschen Werbepolitik, Hanseatische Verlagsanstalt, Hamburg 1938
- Hanse, Downing-Street und Deutschlands Lebensraum. Hrsg. von H. Hunke, Haude & Spenersche Buchhandlung Max Paschke, Berlin 1940
- Hanse, Rhein und Reich. Hrsg. von Hunke, Entwurf u. Gesamtgestaltg E. F. Werner-Rades, Haude & Spenersche Buchhandlung Max Paschke, Berlin 1942.
- Die Grundlagen der zwischenstaatlichen europäischen Wirtschaftsbeziehungen. Verlag Gronau, Jena 1942. In der Reihe Veröffentlichungen des Deutschen wissenschaftlichen Instituts in Bukarest
- Vom Wohlstand der europäischen Nationen – Rede vor den Vertretern der französischen Wirtschaftspolitik und Wirtschaft in Paris am 26. April 1944. Mit Jean Bichelonne., Verleger Berlin W 8, Friedrichstr. 194/99 Prof. Dr. H. Hunke. 1944
- Raum und Wirtschaft. Volkswirtschaftliche Gesamtrechnung, Gemeindetypisierung, Bremen 1953
- 10 Jahre Wirtschaftsausbau in Niedersachsen im Spiegel der öffentlichen Haushalte, Bremen 1959
- Grundriss der Raumordnung, Akademie für Raumforschung und Landesplanung, Hannover 1962
- Standort und Gestalt der Raumforschung. Eine wissenschaftstheoretische Untersuchung zum Raumproblem in der Landesentwicklung, Hannover 1964
- Steuerstatistiken als Grundlage raumwirtschaftlicher Untersuchungen. Dargestellt an den Beispielsräumen Bayern und Niedersachsen-Bremen, Hannover 1971
- Der Anteil der Ballungsgebiete an den öffentlichen Haushalten unter besonderer Berücksichtigung der Investitionen – dargestellt an den Beispielsräumen Bayern und Niedersachsen-Bremen, Hannover 1972
- Raumordnungspolitik, Vorstellungen und Wirklichkeit. Untersuchungen zur Anatomie der westdeutschen Raumentwicklung im 20. Jahrhundert in ihrer demographischen und gesamtwirtschaftlichen Einbindung, Hannover 1974
- Regionalwirtschaftliche Langzeitreihen : Untersuchungen auf der Grundlage der Steuerstatistiken, Hannover 1975
- Der Produktionsfaktor Boden im Markt- und Planungssystem – eine Analyse der Ideen in der deutschen Raum- und Bodenpolitik im 19. und 20. Jahrhundert, Hannover 1976
- Grundriss der Raumordnung, Hannover 1982
- Auf den Spuren der Menschen im lippischen Westen, Detmold 1984

Aufsätze:
- (Pseudonym H. Heinrichsen), Nationalsozialismus und Weltwirtschaft, in: Die Deutsche Volkswirtschaft – Zeitschrift für nationalsozialistische Wirtschaftsgestaltung. Hrsg. von Heinrich Hunke, Haude & Spenersche Buchhandlung Max Paschke 1932, S. 13–16 und 56–60
- (Pseudonym H. Heinrichsen), Grundlagen der nationalsozialistischen Wirtschaft, in: Die Deutsche Volkswirtschaft, 1932, S. 154–160
- Der Papen-Plan, in ebd. 1932, S. 289
- Wirtschaft und Wirtschaftsgesinnung, in ebd. 1933, S. 268 f.
- Verstaatlichung der Großbanken, in ebd. Heft 3, 1934, S. 3–6
- Die deutsche Wirtschaft im Kraftfeld des Nationalsozialismus, in: Die Deutsche Volkswirtschaft, 1934, S. 110–112
- Die Lage, in: Die Deutsche Volkswirtschaft, 1934, S. 481f
- Luftgefahr und Luftschutz, mit besonderer Berücksichtigung des deutschen Luftschutzes, Mittler, Berlin 1935
- Grundlagen der nationalsozialistischen Wirtschaftslehre, in: Die Deutsche Volkswirtschaft, 1935, S. 15–19 und 827–830
- Die Lage. Ein Kapitel Wehrwirtschaft, in ebd. 1935, S. 297–299
- Kernfragen der Wehrwirtschaft, in ebd. 1936, S. 19–21
- Wehr und Wirtschaft im großen Kriege, in: Walter Jost, Friedrich Feiger (Hrsg.): Was wir vom Weltkrieg nicht wissen. Verlag H. Fikentscher, Leipzig 1936.
- Wirtschaft, Volkswirtschaft, Wehrwirtschaft. Eine Auseinandersetzung um den Begriff der Wehrwirtschaft, in: ders., Erwin Wiskemann: Gegenwartsfragen der Wirtschaftswissenschaft. Friedrich von Gottl-Ottlilienfeld zum 70. Geburtstag, Junker und Dünnhaupt Berlin 1939
- Der Führer und die Wirtschaftspolitik, in: Die Deutsche Volkswirtschaft, 1939, S. 454f
- Volksgesundheit und Werbung. Reden des Reichsgesundheitsführers u. Reichsärzteführers StaatsR. Dr. Conti, des Präs. d. Reichsgesundheitsamtes Prof. Dr. Reiter sowie d. Präs. d. Werberates d. dt. Wirtschaft Prof. Dr. Hunke, gehalten auf d. Kundgebg d. Werberates d. dt. Wirtschaft „Volksgesundheit u. Werbg“ am 25. Mai 1939 in d. Univ. Berlin. Mit Hans Reiter, Verlag C. Heymann, Berlin 1939.
- Spekulative oder konstruktive Wirtschaftspolitik? Vortrag vor der Wirtschaftskammer Schlesien und der Aussenhandelsstelle für Schlesien, Kriegsmesse 1940, Breslau 1940 (auch in Die Deutsche Volkswirtschaft, 1940, S. 496–499)
- Reichsgedanke und europäische Wirtschaft. Vortrag 15. Februar 1940, Hamburg 1940
- Volk und Raum in der wirtschaftspolitischen Neuordnung Europas, Zeitschrift für Geopolitik, Jahrgang 17, Nr. 12, Dezember, 1940, S. 573
- Die Grundlagen der zwischenstaatlichen Wirtschaftsbeziehungen, in: Die Deutsche Volkswirtschaft
- Vortrag anläßlich der Kölner Frühjahrsmesse am 30. März 1941 im Hansasaal des Rathauses zu Köln, DuMont Schauberg, Köln 1941
- Um Europas Willen, in: Die Deutsche Volkswirtschaft, Nr. 19, 1941, S. 670
- Ansprache des Präsidenten des Werberates der deutschen Wirtschaft anlässlich der Eröffnung der „Schau neuer deutscher Werkstoffe“ in Zürich am 23. September 1941, Zürich 1941
- Leistungen, Sorgen und Aufgaben der Berliner Wirtschaft, Rede Verein Berliner Kaufleute und Industrieller im Dezember 1941 (im Bundesarchiv unter NS 1B / 621)
- Psychologie und Werbetechnik in der Versicherungswerbung, Berlin 1942
- Die Grundlagen der zwischenstaatlichen europäischen Wirtschaftsbeziehungen, Gronau, Jena 1942
- Arbeit und Wehr als Grundsteine Europas, Berlin 1942
- Das Weltbild des neuen Europa, in: Konstituierung der europäischen Wirtschaftsgemeinschaft, Beilage der Zeitschrift „Die Deutsche Volkswirtschaft“, Oktober 1942, S. 1027 f.
- Europäische Wirtschaftsgemeinschaft, Hrsg. von Walther Funk et al., Verein Berliner Kaufleute und Industrieller & Wirtschaftshochschule Berlin, Berlin 1942, wieder 1943[10]
- Die Grundfrage: Europa – ein geografischer Begriff oder eine politische Tatsache, in: Europäische Wirtschaftsgemeinschaft, Berlin 1942
- Zehn Thesen zur Wirtschaftspolitik, in: Der Neue Tag. Prag 17. September 1943
- Zehn Thesen zur Weltdiskussion über die brennendsten Wirtschaftsprobleme des Krieges und der Zukunft, Deutscher Verlag, Berlin 1943
- Die Kernfragen des wirtschaftspolitischen Kampfes in der Gegenwart, in: Zeitschrift für Politik, 1943, Heft 10/11, S. 425–435